# Rørmast
Rørmast er en højspændingsmast der bærer en 400 kV-luftledning.
Masten er formet som et rørformet skaft, og er lavet af varmgalvaniseret stål. Den står på et fundamentet af jernbeton, og har en højde på ca. 40 meter.
Masten er udstyret med flere jordtråde, der beskytter den mod lynnedslag. I jordtrådene er der integreret lyslederkabeler, der kan anvendes til overvågning og kommunikation.
Masten er placeret på Sjælland mellem Hovegård og Måløv, og går fra Måløv og til Hovegård og mod Kyndbyværket ved Kyndby Huse.